# Timonius confertiflorus
Timonius confertiflorus är en måreväxtart som beskrevs av Elmer Drew Merrill. Timonius confertiflorus ingår i släktet Timonius och familjen måreväxter. Inga underarter finns listade i Catalogue of Life.